# Roquetas de Mar
Roquetas de Mar è un comune spagnolo  situato nella comunità autonoma dell'Andalusia.

## Economia

### Turismo

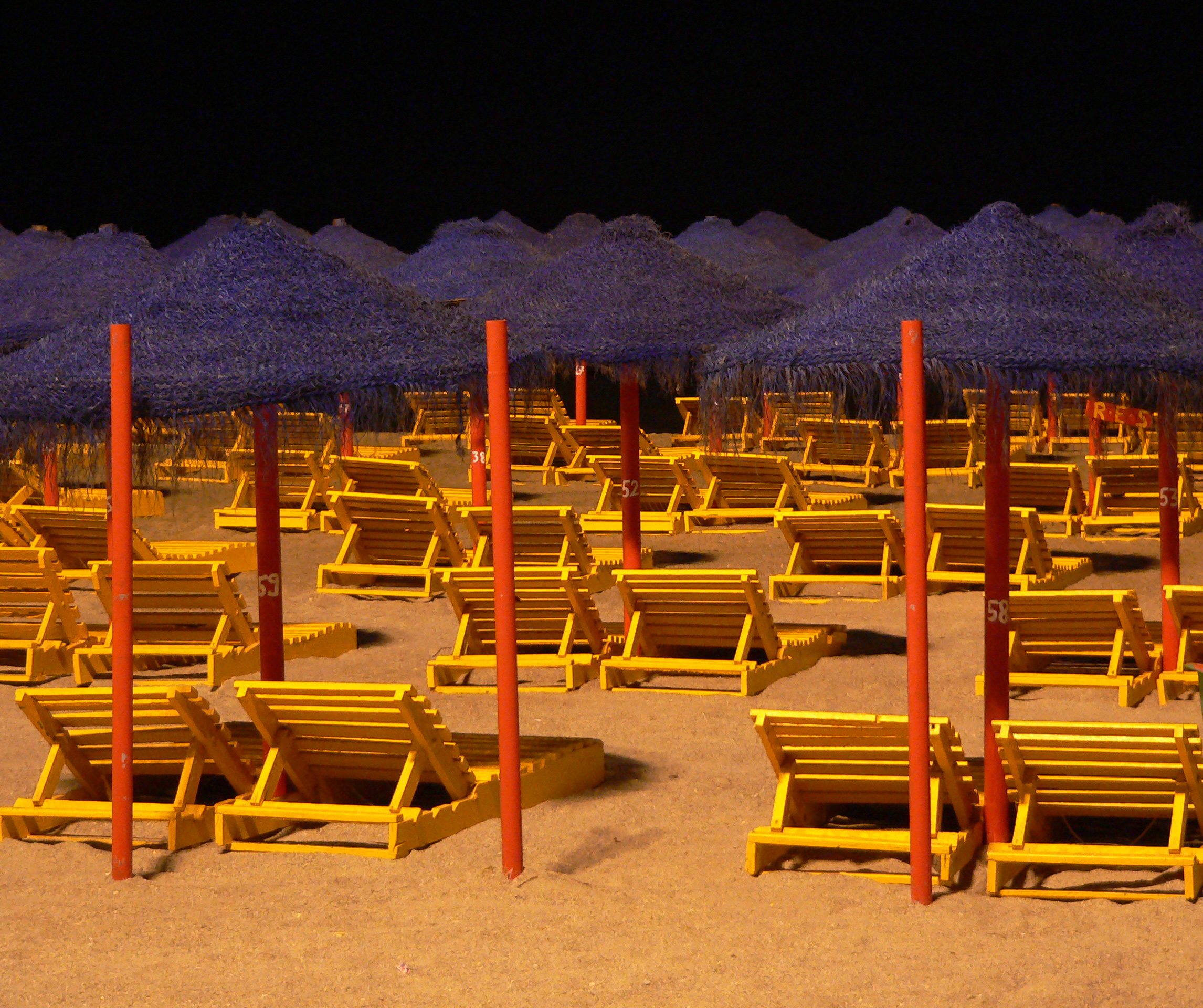
Spiaggia notturna a Roquetas de Mar.

Roquetas de Mar dispone ospita più di due terzi del turismo totale della provincia.

## Cultura

### Feste
I differenti nuclei cittadini del municipio di Roquetas de Mar, così come alcuni dei suoi quartieri, hanno delle feste patronali proprie che si svolgono nel corso di tutto l'anno. Tra queste, quelle che contano la maggior affluenza di pubblico e la tradizione più radicata, sono quelle della Virgen del Carmen ad Aguadulce, Sant'Anna a El Puerto e la Virgen del Rosario nel centro di Roquetas.